# Virga

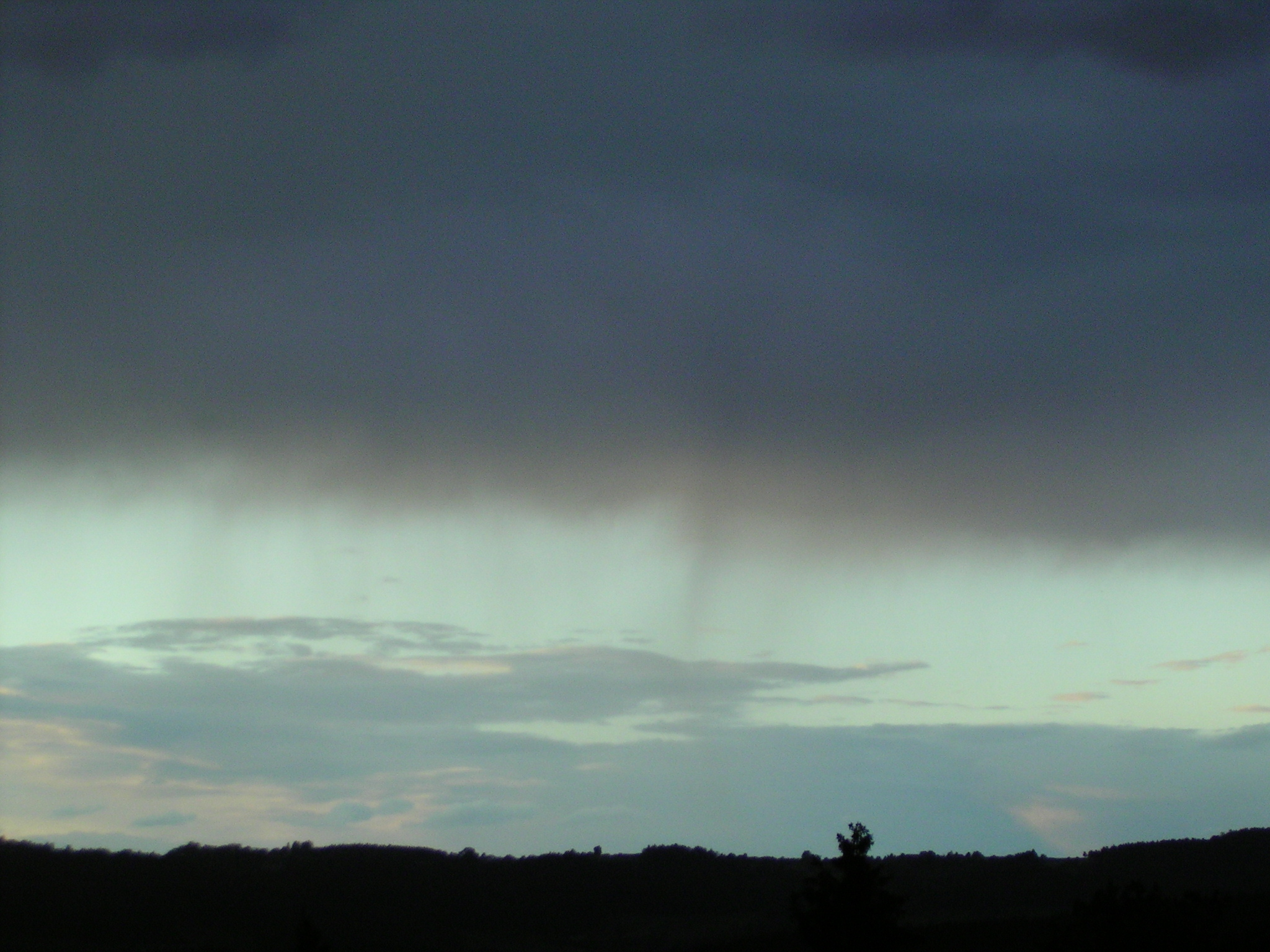
Nimbostratus virga

A virga (rövidítve: vir) a kísérőfelhők egyik fajtája, ami egy felhő alsó oldalán kialakult függőleges vagy – a helyi légáramlás miatt – ferde alakban lelógó kísérő esősáv. Színe szürkés vagy kékes. A föld felszínét nem éri el, mert a kialakuló eső (vagy hó) még levegőben elpárolog (vagy szublimál), emiatt nem számít csapadéknak.
A kialakult különleges forma többnyire a cirrocumulus, altocumulus, altostratus, nimbostratus, stratocumulus, cumulus és a cumulonimbus felhőfajtáknál fordul elő. A virga latin nyelven vesszőt jelent.

## Külső hivatkozások
- METNET kislexikon – Felhőatlasz I-II.
- OMSZ Ismeret-tár: Felhők osztályozása, bemutatása